# ジャスモン酸類

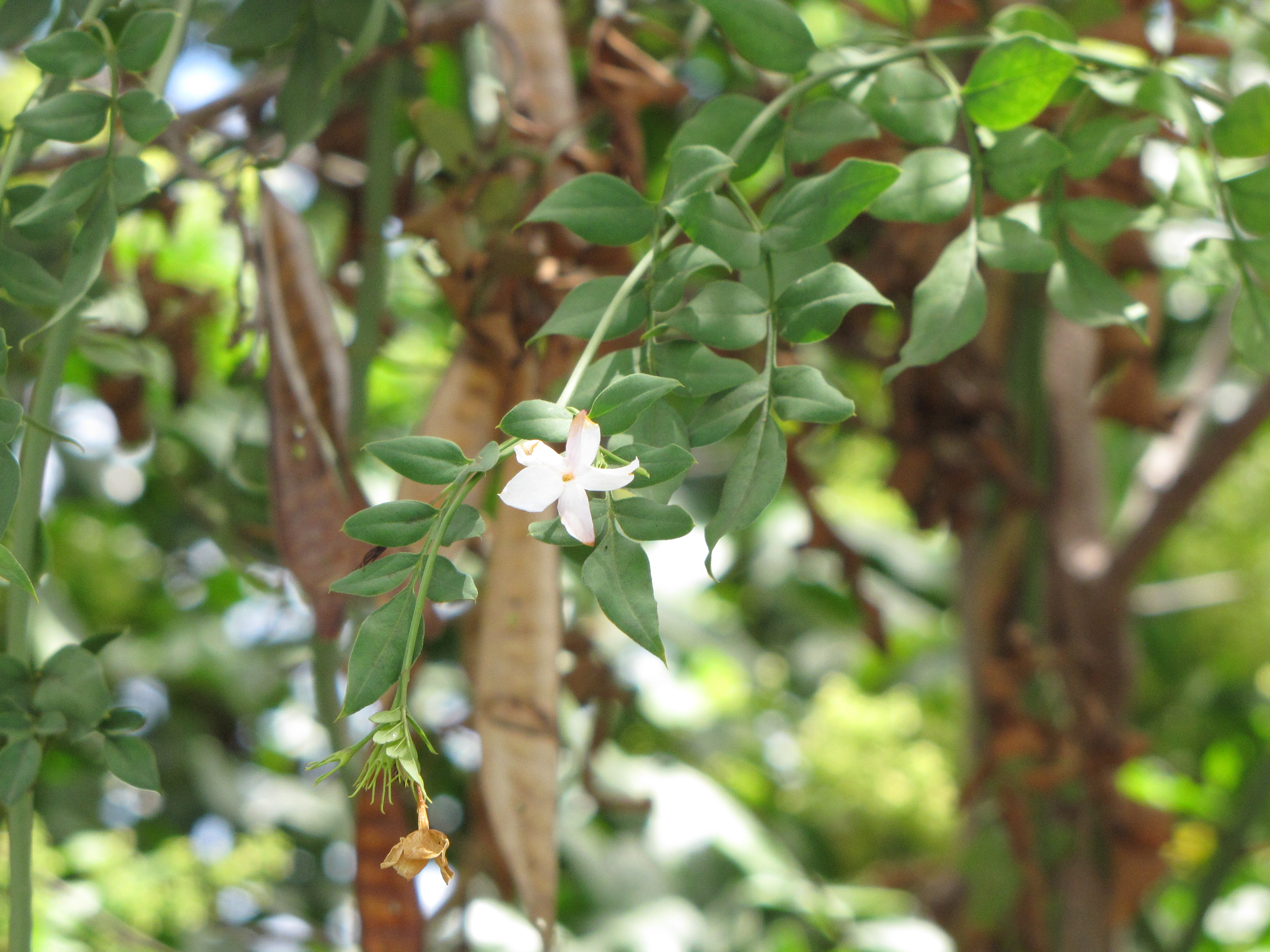
ジャスミン Jasminum grandiflorum

ジャスモン酸類（ジャスモンさんるい、英: jasmonate、JA）およびその類縁体は、成長や光合成から生殖発生に至るまで幅広い植物の変化を制御する脂質ホルモンシグナル物質である。特に、JA類は摂食に対する植物防御や貧しい環境条件およびその他の非生物、生物的ストレスに対する植物の応答にとって重要である。フィクションに登場する話す木々を思い起こさせるように、植物は揮発性有機化合物 (VOC) としてJA類を放出し、植物間で危険への備えを取れるようコミュニケーションを取ることができる。
1962年、ジャスミン Jasminum grandiflorum 由来のジャスミン油からジャスモン酸メチルが単離され、ジャスモン酸類の構造が明らかとなった。

## ジャスモン酸類およびその類縁体の構造
ジャスモン酸類 (JA) はオキシリピン（酸素化脂肪酸）であり、葉緑体膜中に存在するα-リノレン酸から合成される。合成はα-リノレン酸の12-オキソ-フィトジエン酸 (OPDA) への変換から開始され（12-オキソフィトジエン酸レダクターゼ）、次に還元と3段階の酸化により (+)-7-iso-JAが生成する。α-リノレン酸からOPDAへの変換のみ葉緑体で起こり、以後の全ての反応はペルオキシソームで起こる。
JA自身はさらに活性型あるいは不活性型類縁体へと代謝される。ジャスモン酸メチル (MeJA) は植物間のコミュニケーションに関与している可能性のある揮発性化合物である。JAはアミノ酸のイソロイシン (Ile) と結合しJA-Ileとなる。JA-IleはJAと同様により不安定な (+)-7-iso-JA-Ileとの平衡状態にあるが、JA-Ileに生物活性はなく (+)-7-iso-JA-Ileが現在唯一知られているJAシグナル伝達に必要なJA類縁体である。

## ジャスモン酸の生合成

ジャスモン酸の生合成経路

ジャスモン酸類の生合成経路はBrady VickとDon Zimmermanによって明らかにされた。まず、α-リノレン酸 (1) が13-リポキシゲナーゼ (13-LOX, A) によって13-(S)-ヒドロペルオキシリノレン酸 (2) へと酸化される。次に13-アレンオキシド合成酵素 (13-AOS, B) によってエポキシ化が起こり、12,13-(S)-エポキシ-9(Z),11(E),15(Z)-オクタデカトリエン酸 (3) となる。続いて、アレンオキシドシクラーゼ (AOC, C) により12-オキソ-フィトジエン酸 (OPDA, 4) が生成する。さらに12-オキソ-フィトジエン酸レダクターゼによる還元と3度のβ酸化により (+)-7-iso-ジャスモン酸 (5a) が生成し、最後により熱力学的に安定なジアステレオマーである (−)-ジャスモン酸 (5b) へのエピ化が起こる。

## ジャスモン酸類シグナル伝達機構

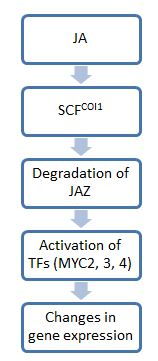
ジャスモン酸類経路の主要な構成要素

一般的に、ジャスモン酸類 (JA) シグナル経路中の段階はオーキシンシグナル伝達のものに酷似している。最初の段階はプロテアソームによって分解されるよう基質にユビキチンを結合させるE3ユビキチンリガーゼ複合体から成る。2番目は生理的変化に影響する転写因子を利用する。この経路における鍵分子の一つは、JAシグナル伝達のオン-オフスイッチとして働くJAZタンパク質である。JAが欠乏すると、JAZタンパク質ファミリーは下流の転写因子に結合し、それらの活性を制限する。しかしながら、JAあるいはその生物活性類縁体の存在下ではJAZは分解され、ストレス応答に必要な遺伝子発現に関わる転写因子が遊離する。
null coi1 ミュータント植物ではJAZの分解が起こらないため、COI1タンパク質がJAZの分解を媒介していると考えられている。COI1は高度に保存されたF-boxタンパク質に属し、基質をE3ユビキチンリガーゼSCFCOI1へと導く。最終的に形成されるこの複合体はSCF複合体として知られている。これらの複合体はJAZと結合し、プロテアソームによる分解の対象とする。しかしながら、JA分子群の広いスペクトルを考えると、全てのJA類縁体がこのシグナル経路を活性化する訳ではなく、この経路に関与するJA分子の範囲は不明である。これまで、7-iso-JA-IleのみがCOI1が媒介するJAZ11の分解に必要であることが示されている。7-iso-JA-Ileならびに構造的に似ている類縁体はCOI1-JAZ複合体に結合することができ、ユビキチン化およびそれによって起こる後者の分解を促進する。
この機構モデルによって、COI1がJAシグナルの細胞内受容体として働いている可能性が高まる。最近の研究では、COI1-JAZ複合体がJAを認知する共存受容体 (co-receptor) として作用していることが明らかにされたことによってこの仮説が裏付けられた。具体的に、7-iso-JA-IleはCOI1中のリガンド結合ポケットならびにJAZ中の保存されたJasモチーフの20アミノ酸部位の双方に結合する。このJAZ残基はCOI1のポケットの栓として作用し、7-iso-JA-Ileをポケットに結合した状態に保つ。加えて、COI1とイノシトール5リン酸 (InsP5) との共精製とそれに続くInsP5の除去実験によって、InsP5が共存受容体にとって必須の要素であり共存受容体複合体を強化する役割を果していることが示唆されている。
JAZから解放されると、転写因子は特異的なJA応答に必要な遺伝子を活性化する。この経路で働く最も研究された転写因子はMYCファミリーに属する。MYCファミリーは塩基性ヘリックス-ループ-ヘリックス (bHLH) DNA結合モチーフが特徴である。これらの因子（MYC2, 3, 4）は相加的に作用する傾向がある。例えば、一つのmycのみを欠損した植物は正常な植物よりも昆虫の接触に対してより感受性を示すようになる。3つ全てのmycを欠損した植物はcoil1ミュータントのように傷害に対して感受性となる。この植物はJA応答性を全く示さず、接触に対する防御を開始することができない。これらのMYC分子は機能を共有してはいるが、これらの発現様式や転写機能は大きく異っている。例えば、MYC2はMYC3およびMYC4と比較して根の伸長により大きな影響がある。
加えて、MYC2はループバックしJAZの発現レベルを制御する（ネガティブ・フィードバック・ループ）。これらの転写因子は全てJAシグナル伝達後のJAZレベルに異なる影響力を有している。JAZレベルは同様に転写因子および遺伝子発現レベルに影響する。

## ジャスモン酸類の役割
ジャスモン酸類 (JA) は植物において多くの異なるプロセスを制御しているが、傷害に対する応答における役割が最もよく理解されている。機械的な傷害あるいは摂食に続いて、JA生合成が速やかに活性化し、適切な応答遺伝子が発現する。例えばトマトでは、傷害によって昆虫の腸における葉の消化を阻害する防御分子が産生される。JAシグナル伝達の間接的結果としてはJAに由来する化合物の揮発分放出がある。葉に存在するMeJAは近くの植物に空中を通じて移動し、傷害を受けていない植物にも傷害に対する防御反応を引き起こす。
防御における役割に続いて、JAは細胞死および葉の老化にも関係している。JAは老化に関わる多くのキナーゼや転写因子と相互作用する。JAはまた、活性酸素 (ROS) の集積を誘導することによってミトコンドリアによる細胞死を誘導する。これらの化合物はミトコンドリア膜を崩壊させアポトーシス（プログラム細胞死）を引き起こす。植物は自ら細胞死を誘導することによって感染などがそれ以上広がらないようにしていると考えられる。
JAおよびその類縁体はまた、植物の発生、共生や以下の過程にも関与している。
- JA過剰発現ミュータントの初期の研究によって、JAが根の伸長を阻害することが発見された。この現象の機構はまだ明らかにされていないが、COI1依存性シグナル伝達経路のミュータントでこの阻害が現象する傾向が示されることから、COI1経路が根の伸長の阻害においてどうも必須であることが明らかにされている[11][13]。
- JAは花の発生において多くの役割を果たしている。ArabidopsisのJA合成あるいはJAシグナル伝達のミュータントは通常発達の遅れによって雄性不稔性を示す。興味深いことに、Arabidopsisで雄性不稔性を促進する同じ遺伝子がトマトでは雌性不稔性を促進する。12-OH-JAの過剰発現もまた開花の遅れを引き起こす[13]。
- JAおよびMeJAは非休眠種子の発芽を阻害し、休眠種子の発芽を刺激する[14]。
- 高レベルのJAは貯蔵タンパク質の蓄積を促す。植物貯蔵タンパク質をコードする遺伝子はJA応答性である。具体的には、JA類縁体のツベロン酸（12-ヒドロキシ-epi-ジャスモン酸、tuberonic acid, TA）は塊茎 (tuber) の形成を誘導する[15][16]。
- JA類は植物と微生物との共生においても役割を果たしている。しかしながら、その正確な役割は未だ不明である。JAはマメ科植物と根粒菌との間のシグナル交換と根粒形生制御を制御していると現在考えられている。一方、JAレベルの上昇は菌根植物において炭水化物の分配とストレス耐性を制御していると考えられている[17]。
- 12-ヒドロキシジャスモン酸グルコシドはアメリカネムノキ (Samanea saman) の就眠運動をCOI1-JAZ経路非依存的に制御している[18][19]。

## ジャスモン酸類と病因

(+)-コロナチンの構造

Pseudomonas syringaeは植物のジャスモン酸類 (JA) シグナル伝達経路を乗っ取ることによってトマトに細菌性斑点病を引き起こす。この細菌はIII型分泌装置を利用し、ホスト細胞にウイルス性エフェクタータンパク質のカクテルを注入する。
この混合物に含まれる分子の一つが植物毒素のコロナチン (coronatine, COR) である。コロナチンは活性型JAである (+)-7-iso-JA-Ileと構造的に類似している。JA非感受性植物はP. syringaeに高い抵抗性を示し、CORに応答しない。さらに、MeJAを加えるとCOR欠損細菌の感染性を取り戻すことができる。感染された植物は下流のJAおよび傷害応答遺伝子を発現するが、感染特異的遺伝子のレベルは抑制される。これらのデータからCORはJA経路を通じて作用しホスト植物を侵食することが示唆されている。傷害応答の活性化は病原菌に対する防御を犠牲にするという仮説が立てられている。JA傷害応答経路が活性化されると、P. syringaeはホストの免疫システムからの攻撃をかわすことができ、より効果的に感染することができる。

## 他の防御経路とのクロストーク
ジャスモン酸 (JA) 経路は傷害応答に重要であるが、植物の防御を伝える唯一のシグナル伝達経路ではない。最適ではあるけれども同時に効率的な防御を構築するため、非生物および生物的攻撃に対して特異的な応答をし、また微調整するためには異なる防御経路間でクロストークができなければならない。
JAで最も研究された例の一つは、サリチル酸 (SA) とのクロストークである。植物ホルモンであるSAは感染特異的遺伝子の発現と全身獲得抵抗性 (systemic acquired resistance, SAR) を共に誘導することによって病原菌に対する防御を仲介する。SARとは、局所的に病原菌の攻撃を受けた植物が全身で病原菌に対する抵抗性を得ることである。
傷害および病原菌応答は互いに逆に相互作用するようにみえる。例えば、SA前駆体を合成する酵素であるフェニルアラニンアンモニアリアーゼ (PAL) をサイレンシングすると、SARは減少するが昆虫に対する摂食抵抗性は高まる。同様に、PALの過剰発現はSARを高めるが、昆虫摂食後の傷害応答は減少する。一般的に、生植物細胞中に生存している病原菌はSA誘導型防御に対してより感受性を示すが、細胞死から恩恵を受ける植食性昆虫および病原菌はJA誘導型防御に対してより感受性を示すことが明らかにされている。ゆえに、防御経路におけるこのトレードオフは防御を最適化し植物資源を守る。
クロストークはJAとアブシシン酸 (ABA) やエチレン (ET) といったその他の植物ホルモン経路との間でも起こる。これらの相互作用は同様に異なる生活様式を持った病原菌および草食動物に対する防御を最適化する。例えば、MYC2活性はJAおよびABA経路の両方によって刺激され、双方の経路からのシグナルを統合することができる。ERF1といったその他の転写因子はJAよびETシグナル伝達の結果として起こる。これらの分子全ては特異的な傷害応答遺伝子を活性化するために共同して働く 。
最後に、クロストークは防御に限定されない。JAおよびETの相互作用は発生においても重要であり、これら2分子間のバランスはArabidopsis苗の正常な先端かぎ状突起発生に必須である。このようなクロストークを制御している分子を解明するためには更なる研究が必要である。